# Joe Barbieri
Joe Barbieri, all'anagrafe Giuseppe Barbieri (Napoli, 14 dicembre 1973), è un cantautore, produttore discografico e compositore italiano.

## Biografia

### Esordio e anni duemila
Inizia la sua attività di autore militando in diverse formazioni della sua città; scoperto da Pino Daniele, lo segue nella registrazione dei primi album, Gli amori della vita mia e Virus; in quel periodo scrive il brano In vacanza con me per Giorgia.

Nel 1992 partecipa al Festival di Castrocaro e alle edizioni 1994 e 2000 del Festival di Sanremo, per la categoria Giovani. Nel 2003 fonda la casa discografica Microcosmo Dischi e nello stesso anno pubblica Fuori catalogo.
Il 28 ottobre del 2004 pubblica l'album In parole povere, dal repertorio jazz e bossa nova e al quale partecipano diversi artisti come Mario Venuti, che contribuisce cantando nel brano Pura ambra.
Nel 2007 scrive Va' dove il mondo va, per l'album Funambola di Patrizia Laquidara. Nello stesso anno In parole povere viene pubblicato in altri paesi europei mentre nel 2008 il disco viene distribuito negli Stati Uniti, in Canada e in Asia.
Il 16 gennaio 2009 esce l'album Maison Maravilha, al quale partecipa la cubana Omara Portuondo, già protagonista di Buena Vista Social Club. Maison Maravilha vince il premio Lunezia e viene insignito da parte di Radio France del riconoscimento Sélection FIP; dall'album viene estratto il singolo Lacrime di coccodrillo, in duetto con la collega Chiara Civello.

### 2010 - 2019
Il 9 aprile 2010, Barbieri dà alle stampe il suo primo album dal vivo (corredato da un DVD del medesimo show) registrato durante un concerto all'Auditorium Parco della Musica di Roma, che porta per titolo Maison Maravilha Viva.
Il 20 marzo 2012 pubblica in Italia l'album Respiro, che include tra gli altri la partecipazione di Stefano Bollani, Gianmaria Testa, Fabrizio Bosso e Jorge Drexler. Tra la primavera e la fine dell'estate Respiro viene progressivamente distribuito in tutto il mondo, accompagnato da show in teatri e jazz club di Parigi, Madrid (con Jorge Drexler) e Tokyo. Alla fine del mese di agosto viene pubblicata per Microcosmo Edizioni la sua prima raccolta ufficiale di partiture dal titolo Selected Songbook. Il 19 dicembre dello stesso anno la casa discografica Yamaha pubblica in esclusiva per il mercato giapponese il suo primo "Best Of" dal titolo Microcosmo.
Il 2013 si apre con Barbieri che scrive e partecipa ai nuovi dischi del contrabbassista danese Jesper Bodilsen (Scenografie, con i brani Regni e corone e Normalmente) e del duo Musica Nuda (Banda larga, con il brano Spina dorsale).
Il 13 maggio, per celebrare il venticinquennale della scomparsa di Chet Baker, Joe Barbieri annuncia un album-tributo al musicista statunitense dal titolo Chet Lives!, registrato con la collaborazione del trombettista Luca Aquino e del pianista Antonio Fresa. Alla realizzazione dell'album contribuiscono la cantante statunitense Stacey Kent, con la quale Barbieri duetterà il 15 novembre dello stesso anno sul palco dell'Olympia di Parigi, il cantautore brasiliano Marcio Faraco e i jazzisti Furio Di Castri e Nicola Stilo.
Il 24 marzo del 2015 Joe Barbieri pubblica Cosmonauta da appartamento, che vede la partecipazione di Peppe Servillo, Luz Casal, Hamilton De Holanda e La Shica; il 9 settembre l'album viene nominato per la Targa Tenco nella categoria "Album dell'anno". A partire dalla primavera del 2016 Barbieri decide di dedicare una serie di concerti, in duo con il chitarrista e produttore Tony Canto, agli autori della canzone italiana; la tournée viene denominata Maestri.
Nel 2017 Joe Barbieri annuncia la pubblicazione di un nuovo disco dal titolo Origami, anticipato dal singolo Una tempesta in un bicchier d'acqua; l'album include la partecipazione di Paolo Fresu nel brano Rinascimento. Nel 2019 Barbieri realizza Dear Billie, che come Chet Lives! rende omaggio a un'altra artista del jazz, Billie Holiday; alla sua realizzazione partecipano Gabriele Mirabassi, Luca Bulgarelli e Pietro Lussu. A ottobre dello stesso anno produce per Tosca l'album Morabeza;

### 2020 - oggi
A febbraio del 2020 Barbieri arrangia per la stessa Tosca la rilettura di Piazza Grande da presentare al 70º Festival di Sanremo in coppia con Silvia Pérez Cruz; il brano si classificherà al 1º posto durante la serata dedicata alle cover.
Ad aprile dello stesso anno Joe scrive e produce Tu, io e domani, un brano eseguito coralmente con Fabrizio Bosso, Luca Bulgarelli, Sergio Cammariere e Tosca le cui vendite (veicolate attraverso un sito apposito recante lo stesso nome) sono destinate alla Protezione Civile impegnata a contrastare gli effetti della COVID-19 in Italia.
Il 16 aprile del 2021 esce il nuovo album di inediti dal titolo Tratto da una storia vera, anticipato dal singolo Promemoria, con la partecipazione del trombonista Mauro Ottolini. L'album, prodotto e arrangiato dallo stesso Barbieri, vede la partecipazione di artisti quali Carmen Consoli, Sergio Cammariere, Tosca, Jaques Morelenbaum e Fabrizio Bosso. Il 9 luglio esce il secondo singolo dell'album, dal titolo Niente di grave.
Il 17 settembre prende parte all'album Tropitalia del collega Mario Venuti, con il quale esegue una rilettura del successo di Lucio Dalla e Gianni Morandi, Vita. Ad aprile del 2022 Barbieri scrive il testo (su musica di Pasquale Catalano) del brano originale Eternità, per la colonna sonora della serie TV Le fate ignoranti di Ferzan Özpetek. Per celebrare i propri trent'anni di carriera, il 7 ottobre Joe Barbieri pubblica l'album antologico live Tratto da una notte vera.
Il 15 dicembre 2023, Barbieri rilascia il brano inedito Vulesse 'O Cielo, prodromo di un album dedicato alla canzone napoletana. Il video di animazione della canzone in questione è stato realizzato con la tecnica della step-motion dallo stesso artista. L'album (dal titolo Vulío e suonato con i chitarristi Nico Di Battista e Oscar Montalbano) è stato anticipato a puntate da una serie di EP sulle piattaforme di streaming, ed ha poi visto la luce nella sua versione completa il 19 aprile del 2024. A giugno dello stesso anno, il disco si guadagna la nomination alle Targhe Tenco, nella categoria "miglior album di interprete".
Il 2025 segna per Barbieri il debutto in qualità di autore per il teatro. Joe è infatti chiamato a scrivere le musiche per la nuova commedia dedicata al popolare personaggio frutto della penna di Diego De Silva ed interpretato con successo da Massimiliano Gallo: l’avvocato Vincenzo Malinconico.
La pièce ha per titolo dal titolo Malinconico, Moderatamente Felice.

L'11 aprile dello stesso anno, a quasi un lustro dal suo ultimo album di inediti, Joe Barbieri pubblica Big Bang il suo nuovo disco di canzoni.

Parallelamente all'attività concertistica legata al suo nuovo album, durante l'estate del 2025 Barbieri si esibisce anche in pochi scelti spettacoli (dal titolo Ammore) assieme allo scrittore Maurizio de Giovanni, nel quale i due artisti raccontano e celebrano la genesi di alcuni capisaldi della Canzone Napoletana dalla fine dell'ottocento fino al dopoguerra.

## Discografia

### Album

#### Album in studio
- 1993 – Gli amori della vita mia
- 1998 – Virus
- 2004 – In parole povere
- 2009 – Maison Maravilha
- 2012 – Respiro
- 2013 – Chet Lives!
- 2015 – Cosmonauta da appartamento
- 2017 – Origami
- 2019 – Dear Billie
- 2021 – Tratto da una storia vera
- 2024 - Vulío
- 2024 - Big Bang

#### Album dal vivo
- 2010 – Maison Maravilha Viva
- 2022 – Tratto da una notte vera

#### Raccolte
- 2003 – Fuori catalogo

### Singoli
- 2004 – Leggera
- 2009 – Fammi tremare i polsi
- 2009 – Lacrime di coccodrillo
- 2012 – Zenzero e cannella
- 2015 – L'arte di meravigliarmi
- 2017 – Una tempesta in un bicchier d'acqua
- 2018 – Una cicatrice ed un fior
- 2019 – Dear Billie
- 2020 – Tu, io e domani
- 2021 – Promemoria
- 2021 – Niente di grave
- 2022 – Retrospettiva futura
- 2022 – Maravilhosa Avventura
- 2022 – Dettagli
- 2023 – Vulesse 'O Cielo
- 2024 – Il Mio Miglior Nemico
- 2025 – Anni Luce
- 2025 – Poco Mossi Gli Altri Mari

### Duetti
- Pura ambra (con Mario Venuti)
- Malegría (con Omara Portuondo)
- Lacrime di coccodrillo (con Chiara Civello)
- 'E vase annure e Étape par étape par étape (con Fabrizio Bosso)
- Un regno da disfare (con Stefano Bollani)
- Le milonghe del sabato (con Gianmaria Testa)
- Diario di una caduta (con Jorge Drexler)
- Spina dorsale (con Musica Nuda)
- But not for Me (con Marcio Faraco)
- I Fall in Love Too Easily (con Stacey Kent)
- Cicale e chimere (con Tosca)
- L'arte di meravigliarmi (con La Shica)
- Cosmonauta da appartamento (con Hamilton De Holanda)
- Tu sai, io so (con Peppe Servillo)
- Un arrivederci in cima al mondo (con Luz Casal)
- Rinascimento (con Paolo Fresu)
- Tu, io e domani (con Sergio Cammariere, Tosca, Fabrizio Bosso e Luca Bulgarelli)
- Promemoria (con Mauro Ottolini)
- In buone mani (con Carmen Consoli)
- Niente di grave (con Jaques Morelenbaum)
- Vita (con Mario Venuti)